# 金宇中
金 宇中（キム・ウジュン、きん うちゅう、1936年12月19日 - 2019年12月9日）は、大韓民国の実業家、前大宇グループ会長。本貫は光山金氏。
元済州道知事の金容河は父。元亜洲大学校総長、教育部長官の金徳中は兄。

## 経歴・人物
大邱出身。京畿中学校、同高校を経て、1960年延世大学校経済学科卒業。
1960年から1966年まで漢城実業に勤務し、1967年ソウル中区忠武路で大宇実業を創業した。資本金は500万ウォンだったが、東南アジア、米国市場に進出して成功し、1970年代に大宇建設、大宇証券、大宇電子、大宇造船などを次々に創設、新興財閥となった。1988〜93年に大韓サッカー協会会長を務めた。
1996年にフランス政府よりレジオンドヌール勲章を授与された。
1998年のアジア経済危機で韓国経済は大打撃を受け、1999年大宇グループも解体され、検察庁から違法容疑で取り調べを受けたため、当時の日本円で5兆円近い大金を持ち出し、韓国を出国したまま消息不明になった。
2005年6月14日に韓国に帰国し、検察庁により調査され、2006年11月3日に裁判所の判決が下り、懲役8年6ヵ月の他、罰金や追徴金が課せられた。
2007年12月31日に大統領特赦を受ける。
2019年12月9日、病気のために京畿道水原市の病院にて死去した。